# Tảo lục
Tảo lục là một nhóm lớn các loài tảo, mà thực vật có phôi (Embryophyta) (hay thực vật bậc cao) đã phát sinh ra từ đó. Như vậy, chúng tạo nên một nhóm cận ngành, mặc dù nhóm bao gồm cả tảo lục và phân giới Thực vật có phôi là đơn ngành (và thường được biết đến với tên gọi là giới Thực vật - Plantae). Tảo lục bao gồm trùng roi đơn bào và tập đoàn trùng roi (thường nhưng không phải luôn luôn với 2 roi trên 1 tế bào), cũng như các dạng khuẩn cầu và khuẩn sợi, sống thành tập đoàn khác và các dạng tảo biển vĩ mô. Trong bộ Luân tảo (Charales) (quan hệ gần nhất với thực vật đa bào), có sự phân biệt đầy đủ của các mô. Có khoảng 6.000 loài tảo lục. Nhiều loài sống cả đời ở dạng đơn bào, trong khi những loài khác tạo thành dạng tập đoàn, tập đoàn định số (coenobium) hoặc sợi dài hay tảo biển vĩ mô phân dị cao.
Có một vài nhóm sinh vật dựa vào tảo lục để thực hiện chức năng quang hợp của chúng. Lục lạp trong trùng roi xanh (Euglenoidea) và tảo lục phức tạp (Chlorarachnea) là thu được từ việc tiêu hóa thực bào tảo lục, và ở nhóm thứ hai thì một nhân dấu vết còn lưu lại (hình thái nhân). Tảo lục cũng được tìm thấy là sống cộng sinh trong trùng lông Paramecium, và trong loài thủy tức Hydra viridis cũng như trong một số loài giun dẹt (Platyhelminthes). Vài loài tảo lục, đặc biệt là các chi Trebouxia và Pseudotrebouxia (lớp Trebouxiophyceae), có thể được tìm thấy trong dạng cộng sinh với nấm thành địa y. Nói chung các loại nấm trong địa y không thể sống độc lập, trong khi tảo trong tự nhiên thường không sống với nấm. Các loài tảo lục thuộc chi Trentepohlia sống ký sinh trên vỏ của một số loài cây gỗ.

## Cấu trúc tế bào
Hầu hết các dạng tảo lục đều chứa các lục lạp. Chúng bao gồm diệp lục a và b, khiến chúng có màu xanh lục sáng (cũng như các chất nhuộm màu phụ thêm như β-caroten hay diệp hoàng (xanthophyll)), và có loại nang thể xếp đống.
Tất cả tảo lục đều có ti thể với lớp màng trong phẳng. Khi có mặt thì các roi thường được giữ chặt bởi một hệ thống các vi quản và dây dạng sợi hình chữ thập, nhưng chúng không có trong các loài thực vật có phôi và luân tảo, thay vì thế các loài này có một dải các vi quản. Các roi được sử dụng để di chuyển sinh vật. Tảo lục thường có màng tế bào chứa xenluloza, và trải qua sự phân bào có tơ mở không có trung thể.